# Христианский летний лагерь
Христианский летний лагерь — детский лагерь, организованный христианскими организациями для детей своих прихожан. По форме организации напоминает пионерские лагеря: участники лагеря делятся на команды во главе с лидерами (вожатыми). Могут представлять собой палаточные лагеря в курортной местности (на берегу моря), а могут размещаться на арендованной базе отдыха. По конфессиональной принадлежности лагеря могут быть как протестантскими (в том числе евангелическими), так и православными. Иногда местные власти могут препятствовать организации и проведению христианских летних лагерей (например, в исламском Иране)
Участие в лагере может иметь символическую плату (на покупку еды). Иногда может существовать запрет на прием несовершеннолетних детей без сопровождения родителей.

## Организация
В организации лагеря принимает участие несколько человек — ответственные за духовную и спортивную часть, за свободное время, порядок, кухню и контакт с родителями. Оптимальным считается недельный лагерь. На каждых 8 детей необходим один наставник, выполняющий функции родителя. Дети должны быть ознакомлены с правилами распорядка

## Времяпрепровождение
Они подразумевают проживание в палатках, трёх-пятиразовое питание (в том числе барбекю), развлечения в виде купания, прогулок, вечернего просмотра фильмов (если есть условия) и спортивных состязаний (футбол, волейбол). Их особенностью являются ежедневные молитвенные собрания с коллективным исполнением песен религиозного содержания, а также лекции и семинары на религиозные темы (основанные на изучении Библии).

## Снаряжение
Также участники лагеря по согласованию привозят с собой необходимое снаряжение: палатку, спальный мешок, надувной матрас, теплую одежду, посуду (миску, ложку, вилку, кружку), купальник и средство от комаров.

## Правила
В христианских лагерях обыкновенно действуют правила, с которыми должны согласиться участники. Категорически запрещается курение, алкоголь, азартные игры, «флирт» (уединение парня с девушкой в палатке) и непослушание. В ночное время и время отдыха требуется соблюдать тишину. Покидать лагерь разрешается только с ведома лидера. Молодёжь привлекается по желанию к дежурству на кухне и к уборке территории.